# У війни не жіноче обличчя
«У війни́ не жіно́че обли́ччя» — художньо-документальна книга Світлани Алексієвич 1985 року, створена на основі історій, розказаних письменниці жінками-учасницями Другої світової війни. Перший твір циклу «Червона людина. Голоси утопії» та перша опублікована книга письменниці.

## Ідея та історія створення
Світлана Алексієвич народилася у 1948 році. За спогадами, усе її дитинство було тісно пов'язане із війною:

| Ми не знали світу без війни, світ війни був єдино знайомим нам світом, а люди війни — єдино знайомими нам людьми. |
| |

| Ми завжди воювали або готувалися до війни. Згадували, як воювали. Ніколи не жили по-іншому, мабуть і не вміємо. Не уявляємо, як жити інакше, цього нам треба буде колись довго навчатися. |
| |

ЇЇ український дідусь, мамин батько, загинув на фронті. Білоруська бабуся, батькова мама, померла від тифу у партизанському загоні, із трьох синів із війни повернувся лише один — батько Світлани Алексієвич.
Своє дитинство письменниця провела у бабусі в українському селі, у Немирівському районі Вінницької області:

| Село мого дитинства після війни було жіноче. Бо самі жінки. Чоловічих голосів не пригадую. Так у мене це й залишилося: про війну розповідають жінки. Плачуть. Співають, як плачуть. |
| |

Прочитане про війну в книжках і почуте на вулицях різнилося: страждання і біль — у розмовах, самопожертва і любов до смерті — у книгах та школі. Так, у Світлани Алексієвич виникла ідея написати свою власну книгу про Другу світову війну, але базуючись на свідченнях та розповідях очевидців.
Письменниця за переконаннями є пацифісткою, тому однією із цілей, яку вона собі ставила під час написання книги, було зображення війни, у першу чергу, як вбивства та насилля:

| Написати б таку книжку про війну, щоб від війни нудило, і навіть думка про неї була б огидною. Божевільною. Передовсім генералів нудило б… |
| |

На вибір жанру, за словами письменниці, її надихнула документальна книга-збірка спогадів про знищення німцями білоруських сіл під час Німецько-радянської війни «Я з вогняного села», написана Алесем Адамовичем, Янкою Брилем та Уладзімірем Калесніком.
Готуючись до написання книги та аналізуючи написане на тему війни іншими авторами, Світлана Алексієвич дійшла висновку, що, на той час, на цю тему здебільшого писали чоловіки та про чоловіків:

| Усе, що нам відомо про війну, ми знаємо з «чоловічого голосу». Ми всі в полоні «чоловічого» уявлення і «чоловічого» відчуття війни. «Чоловічих слів». А жінки мовчать. Ніхто ж, окрім мене, не розпитував мою бабусю. Мою маму. Мовчать навіть ті, хто був на фронті. Якщо раптом починають згадувати, то розповідають не «жіночу» війну, а «чоловічу». Підладжуються до канону. |
| |

Це підштовхнуло письменницю до написання «жіночої історії» Другої світової війни. Над рукописом книги Світлана Алексієвич працювала кілька років — з 1978 по 1983. Вона зустрічалася із жінками-учасницями Другої світової війни, записувала їхні розповіді на аудіокасети, документувала й адаптувала отримані свідчення, узгоджувала написані тексти із героїнями. Пізніше, в передмові до книги, письменниця відзначила спільну рису більшості почутих історій:

| Хоч би про що жінки говорили, вони повсякчас висловлюють думку: війна — це насамперед убивство, а потім — важка праця. А потім — і просто звичайне життя: співали, закохувалися, накручували бігуді… У центрі завжди те, як нестерпно і як не хочеться помирати. А ще нестерпніше і ще більше не хочеться вбивати… |
| |

Світлана Алексієвич провела бесіди із кількома сотнями військовичок — санінструкторками, снайперками, кулеметницями, саперками, телефоністками, водійками, військовими хірургинями, партизанками, розвідницями, командирками зенітної гармати, авіаційними механікинями, льотчицями. До книги увійшли спогади понад двохсот осіб. В лавах радянської армії в роки Другої світової війни служило близько мільйона жінок.

## Історія публікації та видання
Майже два роки рукопис не брали до друку, мотивуючи відмови надмірним натуралізмом, відсутністю провідної і керівної ролі комуністичної партії, розвінчуванням героїчного образу радянської жінки. На початку 1984 року в російському журналі «Октябрь» було опубліковано скорочену версію твору та того ж року — ще кілька вибраних розділів у білоруському журналі «Нёман». З початком перебудови, книгу допускають до друку — спочатку у білоруському видавництві «Мастацкая літаратура» (1985), пізніше — у видавництвах «Правда» (1988), «Советский писатель» (1989). До кінця 1980-х років загальний наклад роману склав близько 2 мільйонів примірників.
Перше видання книги, у видавництві «Мастацкая літаратура» 1985 року, мало назву «У войны — не женское лицо…» (укр. «У війни — не жіноче обличчя…»). Книга неодноразово перевидавалася та була перекладена більш як двадцятьма мовами світу.
2013 року вийшла друком нова авторська редакція твору, підготовлена Світланою Алексієвич — письменниця додала нові епізоди, доповнила передмову, поновила фрагменти, викреслені свого часу цензурою. Українською мовою роман вперше опубліковано 2016 року видавництвом «Віват», переклад було здійснено за останньою доповненою редакцією 2013 року.
Перелік вибраних видань:
- У войны — не женское лицо: [журн. вариан кн. / Светлана Алексиевич ; предисл. А. Адамовича] // Октябрь. — 1984. — № 2. — С. 22-107
- У войны — не женское лицо: гл. из док. кн. / Светлана Алексиевич // Неман. — 1984. — № 9. — С. 89-139.
- У войны — не женское лицо… / Светлана Алексиевич ; [вступ. ст. А. Адамовича]. — Минск: Мастац. літ., 1985. — 317 с.
- У войны не женское лицо… : докум. проза / Светлана Алексиевич. — М. : Правда, 1988. — 460 с.
- У войны не женское лицо. Последние свидетели: повести / Светлана Алексиевич ; [вступ. ст. А. Адамовича]. — М. : Сов. писатель, 1989. — 367 с.
- Святлана Алексіевіч. У вайны не жаночае аблічча = У войны не женское лицо / Перакл. з рас.: Мікола Гіль. — Мінск : Мастацкая літаратура, 1991. — 272 с.
- Светлана Алексиевич. У войны не женское лицо. — Москва : Время, 2013. — 352 с. — ISBN 978-5-9691-1130-1.
- Алексієвич Світлана. У війни не жіноче обличчя = У войны не женское лицо / пер. з рос.: Володимир Рафєєнко. — Харків : Віват, 2016. — 400 с. — ISBN 978-617-690-568-4.
- Алексієвич Світлана. У війни не жіноче обличчя = У войны не женское лицо / пер. з рос.: Володимир Рафєєнко. — Харків : Фоліо, 2020. — 320 с. — (Зібрання творів) — ISBN 978-966-03-9217-5.

## Екранізації та адаптації

### Телебачення
На основі матеріалів, зібраних Світланою Алексієвич для книги, білоруський режисер Віктор Дашук у співавторстві із письменницею створили документальний цикл 7 фільмів із назвою «У війни не жіноче обличчя», знятий на кіностудії «Білорусьфільм» у 1981—1984 роках. Фільм було відзначено Державною премією СРСР та «Срібним голубом» Міжнародного Лейпцизького фестивалю документального та анімаційного кіно.

### Театр
За мотивами книги створено низку театральних постановок в Німеччині, Польщі, Словаччині, Росії.
Перелік вибраних театральних постановок:
- 1985 — «У войны не женское лицо», Театр на Таганці (Москва), реж. Анатолій Ефрос
- 1985 — «У войны не женское лицо», Омський академічний театр драми (Омськ), реж. Геннадій Тростянецький
- 2013 — «Wojna nie ma w sobie nic z kobiety», Балтійський драматичний театр ім. Юліуша Словацького[pl] (Кошалін), реж. Пвел Палцат
- 2015 — «Wojna nie ma w sobie nic z kobiety», Драматичний театр ім. Стефана Ярача[pl] (Ольштин), реж. Кшиштоф Попьолек
- 2016 — «Wojna nie ma w sobie nic z kobiety», Театр ім. Стефана Жеромського[pl] (Кельці), реж. Ельжбета Депта
- 2017 — «Vojna nemá ženskú tvár», Словацький камерний театр в Мартіні (Мартін), реж. Маріан Пецко
- 2017 — «Der Krieg hat kein weibliches Gesicht», Zeitmaul-Theater Bochum (Бохум)
- 2020 — «У війни не жіноче обличчя», театр «В.Ти. К» (Миколаїв), реж. Віктор Смірнов[17]

### Комікс
У 2019, на основі книги, японський художник Кейто Коуме почав створювати однойменну манґу (яп. 戦争は女の顔をしていない, англ. The Unwomanly Face of War). Станом на 2024 рік видано 5 частин, вийшли друком у видавництві Kadokawa Shoten: том 1 — січень 2020, том 2 — грудень 2020, том 3 — березень 2022, том 4 — квітень 2023, том 5 — серпень 2024.

## Нагороди й відзнаки
За книгу «У війни не жіноче обличчя» Світлана Алексієвич була відзначена низкою нагород та премій.
- 1984 — Республіканська премія ЛКСМУ імені Миколи Островського[23]
- 1985 — Літературна премія імені Костянтина Федіна[23]
- 1986 — Премія Ленінського комсомолу[23]
- 2011 — Літературна нагорода Центральної Європи «Ангелус»[24]
- 2011 — Нагорода ім. Ришарда Капусцінського[25]